# Maropitant
Le maropitant (DCI ; nom de marque : Cerenia, utilisé sous le nom de citrate de maropitant (USAN), est un antagoniste du récepteur de la neurokinine-1 (NK 1) développé par Zoetis spécifiquement pour le traitement du mal des transports et des vomissements chez les chiens. Il a été approuvé par la FDA en 2007 pour une utilisation chez les chiens, et en 2012 pour les chats.
Le maropitant a des effets analgésiques légers, anxiolytiques et anti-inflammatoires

## Utilisations vétérinaires
Le maropitant injectable est utilisé chez les chiens pour traiter et prévenir les vomissements aigus ; les comprimés sont utilisés pour prévenir les vomissements dus à diverses causes, bien qu'une dose plus élevée soit nécessaire pour prévenir les vomissements dus au mal des transports. La version injectable est également autorisée pour la prévention et le traitement des vomissements aigus chez les chats,,,.
Le maropitant est efficace dans le traitement des vomissements dus à diverses causes, notamment la gastro-entérite, la chimiothérapie et l'insuffisance rénale, ; lorsqu'il est administré au préalable, il peut prévenir les vomissements causés par l'utilisation d'un opioïde comme prémédication,. Certains ont affirmé que le maropitant est plus efficace pour traiter les vomissements que les nausées, citant des chats atteints d'une maladie rénale chronique qui, lorsqu'ils recevaient du maropitant, présentaient une réduction des vomissements mais aucune augmentation correspondante de l'appétit.
Le maropitant a été utilisé dans les cas aigus de respiration rapide ou difficile pour prévenir les vomissements qui pourraient conduire à une pneumonie par aspiration. Il a été administré en association avec une benzodiazépine à des chats avant des événements stressants (comme une visite chez le vétérinaire) pour éventuellement soulager l'hypersensibilité.
Comparé à d'autres antiémétiques, le maropitant a une efficacité similaire ou supérieure à celle de la chlorpromazine et du métoclopramide pour les vomissements à médiation centrale induits par l'apomorphine ou la xylazine. Il est plus efficace que la chlorpromazine et le métoclopramide pour les vomissements d'origine périphérique provoqués par le sirop d'ipéca. Contrairement au dimenhydrinate et à l'acépromazine, qui sont utilisés contre le mal des transports, le maropitant ne provoque pas de sédation.
Le maropitant a été utilisé comme traitement d'appoint dans la bronchite sévère en raison de ses faibles effets anti-inflammatoires. Il soulage la douleur viscérale et il a été démontré qu'il réduisait la quantité d'anesthésie générale (sévoflurane et isoflurane) nécessaire dans certaines opérations,.
Certains pensent que le maropitant peut être utilisé chez les lapins et les cobayes pour soulager la douleur causée par l'iléus (troubles du transit intestinal), bien qu'il n'ait pas d'effets antiémétiques chez les lapins, qui ne peuvent pas vomir.
Le maropitant est administré par voie orale, sous-cutanée et intraveineuse.

## Contre-indications
Le maropitant n'est indiqué que pour les chiens âgés d'au moins 16 semaines, car certains très jeunes chiots souffrent d'hypoplasie de la moelle osseuse (développement incomplet). Il ne doit pas non plus être utilisé chez les animaux présentant une suspicion d'obstruction gastro-intestinale ou d'ingestion de toxines,.
Il n'est pas recommandé d'administrer du maropitant pendant plus de cinq jours consécutifs, car il a tendance à s'accumuler dans l'organisme en raison de la saturation d'une des enzymes hépatiques responsables de son métabolisme, le CYP2D15. Cependant, des études ont été menées dans lesquelles des beagles ayant reçu du maropitant pendant deux semaines consécutives n'ont montré aucun signe de toxicité.
Étant donné que le maropitant est métabolisé par le foie, des précautions doivent être prises lors de son administration à des chiens présentant un dysfonctionnement hépatique,. Il faut également être prudent lorsqu'il est administré avec d'autres médicaments qui sont également fortement liés aux protéines, tels que les AINS, les anticonvulsivants et certains médicaments modifiant le comportement ;  ces médicaments entrent en compétition avec le maropitant pour la liaison aux protéines plasmatiques, augmentant la concentration de maropitant non lié dans le sang. Le maropitant ne doit pas non plus être utilisé avec des antagonistes des canaux calciques (utilisés pour traiter l'hypertension artérielle) ou chez les animaux souffrant de maladies cardiaques, car il a une légère affinité pour les canaux calciques et potassiques.

## Effets secondaires
Le maropitant est plus sûr que les autres antiémétiques utilisés en médecine vétérinaire, en partie en raison de sa grande spécificité pour sa cible et donc de son absence de liaison à d'autres récepteurs du système nerveux central. Les effets secondaires chez les chiens et les chats comprennent l'hypersalivation, la diarrhée, la perte d'appétit et des vomissements,. Huit pour cent des chiens prenant du maropitant à des doses destinées à prévenir le mal des transports ont vomi juste après, probablement en raison des effets locaux du maropitant sur le tractus gastro-intestinal. De petites quantités de nourriture au préalable peuvent prévenir de tels vomissements post-administration.
L’un des effets secondaires les plus courants de l’administration sous-cutanée est une douleur modérée à sévère au point d’injection. Bien que le fabricant recommande de conserver le maropitant à température ambiante, de nombreuses personnes ont remarqué que le conserver au réfrigérateur réduit la sensation de piqûre lors de l’injection. Seul le maropitant non lié provoque des douleurs – il est normalement formulé avec de la bêta-cyclodextrine pour augmenter la solubilité ; à des températures plus froides, une plus grande quantité de maropitant reste liée à la cyclodextrine, laissant moins de maropitant non lié,.
Bien qu'il n'y ait aucune douleur liée à l'administration intraveineuse de maropitant, une administration trop rapide d'une dose peut réduire temporairement la pression artérielle,.
Moins d’un chien ou chat sur 10 000 subit des réactions anaphylactiques.

## Surdosage
Les signes d’un surdosage de maropitant comprennent une léthargie, une respiration irrégulière ou difficile, un manque de coordination musculaire et des tremblements. Un surdosage de la formulation orale peut provoquer une hypersalivation et un écoulement nasal, tandis qu'un surdosage de maropitant intraveineux peut parfois entraîner une urine rougeâtre. La DL 50 est élevée, dépassant 2 000 mg/kg pour le maropitant oral chez le rat.

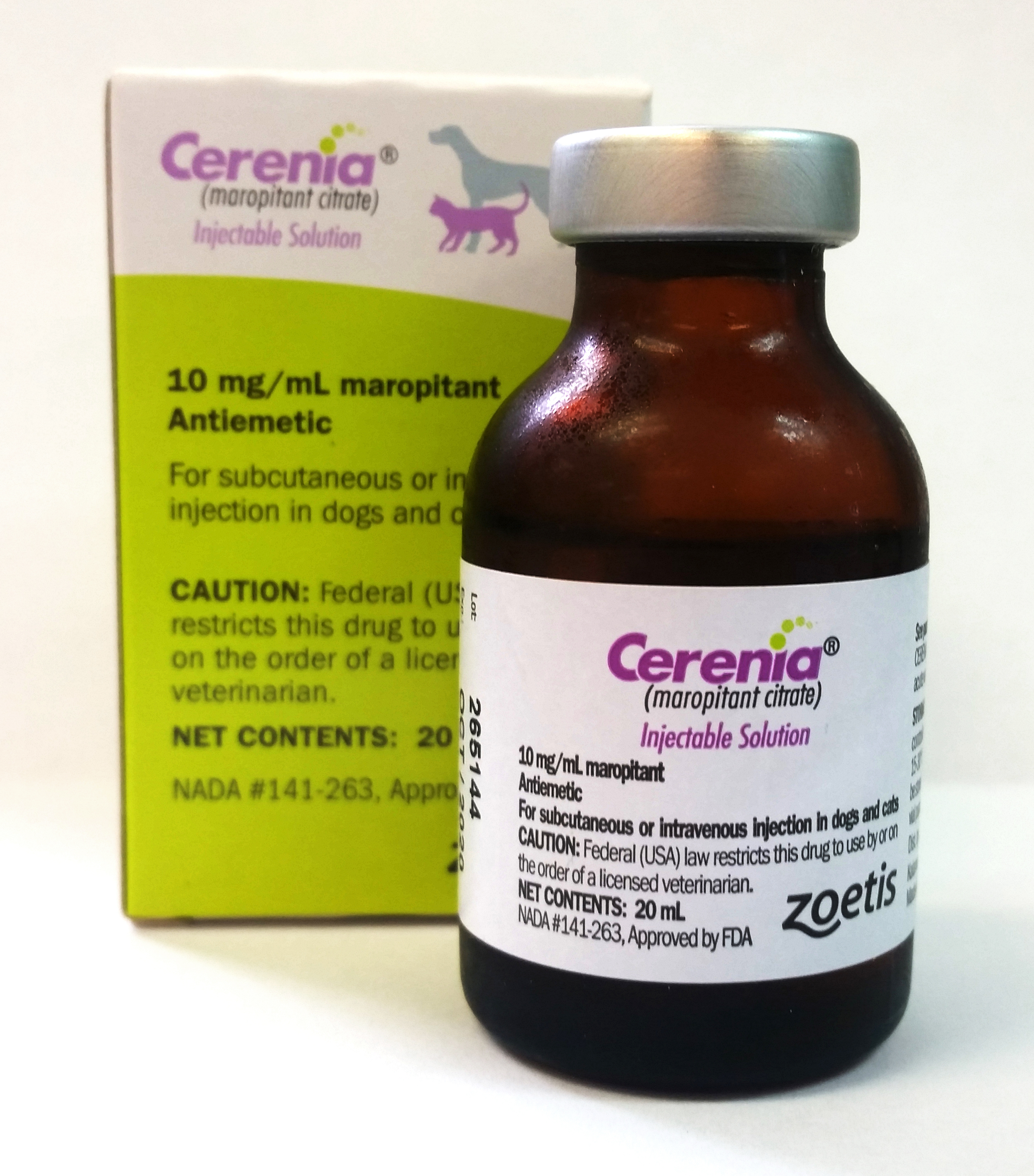
Emballage du maropitant injectable (Cerenia), tel que vendu par Zoetis

## Pharmacologie

### Mécanisme d'action
Les vomissements sont provoqués lorsque les impulsions provenant de la zone de déclenchement des chimiorécepteurs (CRTZ) du cerveau sont envoyées au centre des vomissements dans la moelle épinière. Le mal des transports survient spécifiquement lorsque les signaux envoyés au CRTZ proviennent de l'oreille interne : le mouvement est détecté par le liquide des canaux semi-circulaires, ce qui provoque une surstimulation. Le signal se propage jusqu'aux noyaux vestibulaires du cerveau, puis jusqu'au CRTZ et enfin jusqu'au centre du vomissement.
Le maropitant a une structure similaire à celle de la substance P, le neurotransmetteur clé responsable des vomissements, ce qui lui permet d'agir comme antagoniste et de se lier au récepteur de la substance P , la neurokinine 1 (NK 1),. Il est hautement sélectif pour NK 1 par rapport à NK 2 et NK 3,. Le maropitant se lie aux récepteurs de neurokinine des nerfs vagues quittant le tube digestif, ainsi qu'aux récepteurs du CRTZ et du centre du vomissement,. En agissant à la dernière étape du déclenchement des vomissements, il peut prévenir une gamme plus large de stimuli que la plupart des antiémétiques. Il est efficace contre les émétogènes qui agissent au niveau du système nerveux central (comme l'apomorphine chez le chien et la xylazine chez le chat), ceux qui agissent en périphérie (par exemple le sirop d'ipéca),, et ceux qui agissent dans les deux (par exemple le cisplatine).

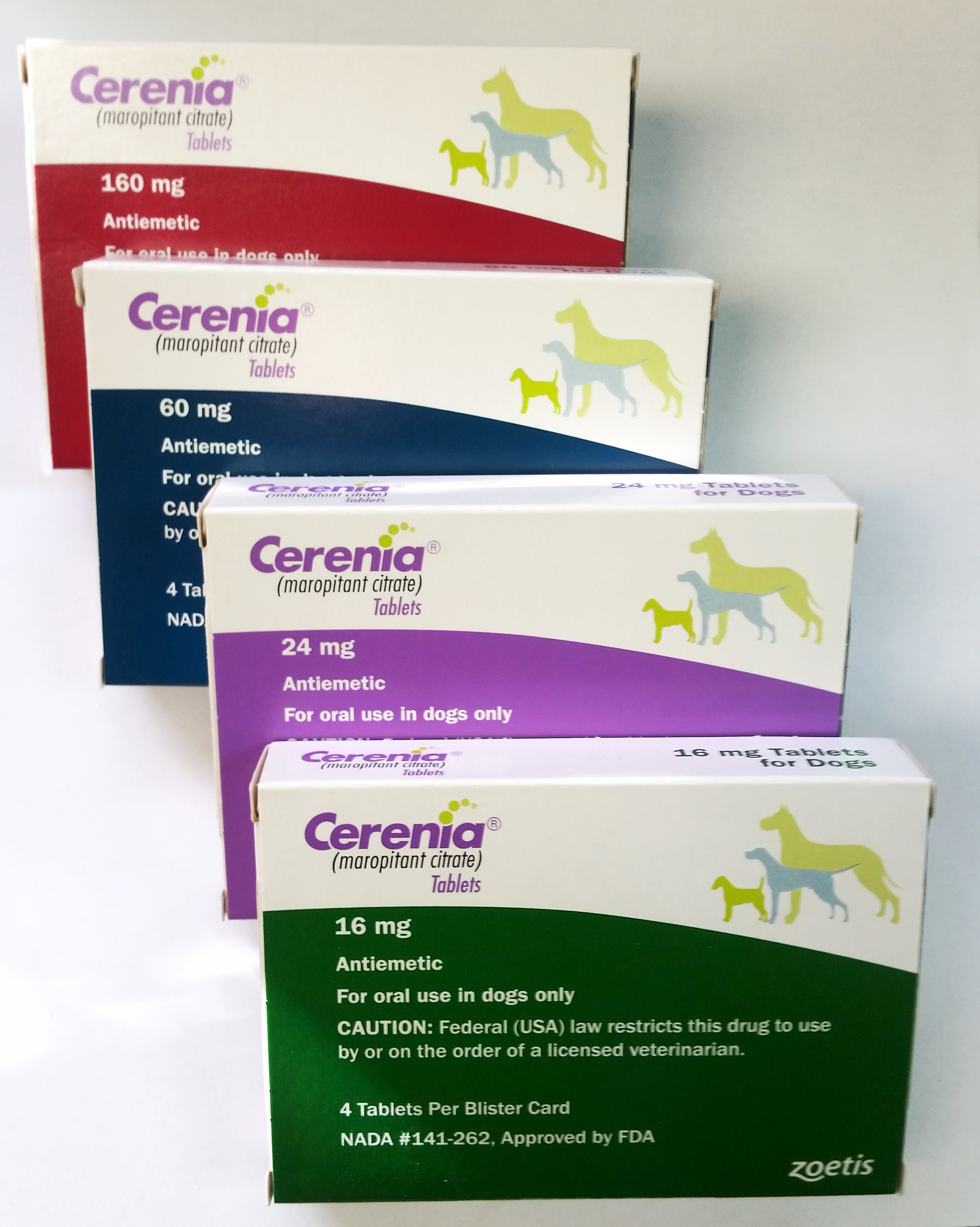
Conditionnement du maropitant oral

### Pharmacocinétique
La biodisponibilité du maropitant n'est pas affectée par la présence de nourriture. La biodisponibilité est de 91 % à la dose sous-cutanée standard mais de 24 % à la dose orale standard ; la dose orale standard est plus élevée pour compenser partiellement la biodisponibilité incomplète,. Il se lie aux protéines plasmatiques à un taux de 99,5 % ; il a un faible volume de distribution (9 L/kg) et n'est donc pas largement absorbé,. Le maropitant administré par voie sous-cutanée avait une concentration plasmatique maximale environ une demi-heure après l'administration ; la demi-vie moyenne est de 6 à 8 heures et une dose unique dure 24 heures chez le chien. Le maropitant administré par voie orale a atteint sa concentration plasmatique maximale en deux heures.
Le maropitant subit un métabolisme de premier passage par les enzymes hépatiques, principalement le CYP2D15 (qui a une forte affinité pour le maropitant et en élimine plus de 90 %), mais également par le CYP3A12 de plus faible affinité,. L'administration répétée de maropitant finit par saturer le CYP2D15, provoquant une accumulation du médicament en raison d'une clairance réduite. Il est donc recommandé de ne pas utiliser le maropitant pendant plus de cinq jours consécutifs et d'avoir une période de repos de deux jours pour permettre au maropitant de se débarrasser du corps afin d'éviter toute accumulation,. Le maropitant possède plus de 21 métabolites, bien que son principal (produit par hydroxylation ) soit le CJ-18,518.
La clairance du maropitant est plus lente chez les chats.